# Casiguran, Aurora
Casiguran là đô thị loại 3 của tỉnh Aurora, Philippines.

## Các đơn vị hành chính
Casiguran, về mặt hành chính, được chia thành 24 khu phố (barangay).
| - Barangay 1 (Pob.) - Barangay 2 (Pob.) - Barangay 3 (Pob.) - Barangay 4 (Pob.) - Barangay 5 (Pob.) - Barangay 6 (Pob.) - Barangay 7 (Pob.) - Barangay 8 (Pob.) - Calabgan - Calangcuasan - Calantas - Culat | - Dibet - Esperanza - Lual - Marikit - Tabas - Tinib - Bianuan - Cozo - Dibacong - Ditinagyan - Esteves - San Ildefonso |